# Gliese 176
Gliese 176 (GJ 176) é uma estrela na constelação de Taurus. Tem uma magnitude aparente visual de 9,95, não podendo ser vista a olho nu. Com base em medições de paralaxe, do segundo lançamento do catálogo Gaia, é uma estrela próxima localizada uma distância de 30,9 anos-luz (9,5 parsecs) da Terra. É portanto uma estrela de baixa luminosidade com uma magnitude absoluta igual a 10,1. Atualmente se afastado do Sistema Solar com uma velocidade radial de 26,4 km/s, Gliese 176 fez sua maior aproximação ao Sol há cerca de 60,7 mil anos, quando chegou a uma distância mínima de 27,46 anos-luz (8,42 parsecs) do Sol.
Gliese 176 é uma anã vermelha típica com um tipo espectral de M2.5V e uma massa de aproximadamente metade da massa solar. Com um raio de 45% do raio solar e uma temperatura efetiva de 3 680 K, esta estrela está brilhando com apenas 3% da luminosidade solar. Seu conteúdo metálico é igual ao solar dentro das incertezas. Como é comum entre anãs vermelhas, Gliese 176 é uma estrela moderadamente ativa e possui manchas estelares, causando variações na magnitude, na velocidade radial, e em índices espectrais de atividade conforme a estrela rotaciona com um período de 39 dias. Há evidências para a existência de um ciclo de atividade magnética a longo prazo semelhante ao ciclo solar.
Em 2008 foi anunciada a detecção de um planeta extrassolar de 24,5 massas terrestres em uma órbita de 10,24 dias em torno de Gliese 176. Em 2009, dois estudos independentes com observações adicionais da estrela não conseguiram detectar o planeta, que é considerado uma descoberta falsa. Em vez do sinal de 10,24 dias, a velocidade radial da estrela apresenta variabilidade consistente com a presença de um planeta com um período orbital de 8,78 dias, que é uma super-Terra com massa mínima de 8,4 massas terrestres. Sua órbita é próxima de circular e tem um semieixo maior de 0,066 UA.
| Planeta | Massa   | Semieixo maior (UA) | Período orbital (dias) | Excentricidade |
| ------- | ------- | ------------------- | ---------------------- | -------------- |
| b       | >8,4 M⊕ | 0,066               | 8,7836 ± 0,0054        | 0              |